# Lista uczestników Giro d’Italia 2018
Lista uczestników Giro d’Italia 2018
W wyścigu brało udział 18 drużyn UCI World Tour oraz 4 zaproszone drużyny UCI Professional Continental. Zawodnicy nosili numery od 1 do 218. W każdej drużynie było 8 zawodników, więc pierwsza drużyna otrzymała numery od 1 do 8, druga od 11 do 18, trzecia od 21 do 28 itd. Wyjątkiem była drużyna Lotto Soudal, która nosiła numery od 101 do 107 oraz 109. Dzieje się tak, ponieważ organizatorzy postanowili już nigdy nie używać numeru 108, z którym podczas Giro d’Italia 2011 jechał, tragicznie wtedy zmarły, Wouter Weylandt.

## Legenda
| Legenda         | Legenda                                    |
| --------------- | ------------------------------------------ |
| A pink jersey   | Zwycięzca klasyfikacji generalnej          |
| A violet jersey | Zwycięzca klasyfikacji punktowej           |
| A blue jersey   | Zwycięzca klasyfikacji górskiej            |
| A white jersey  | Zwycięzca klasyfikacji młodzieżowej        |
| DNS             | Zawodnik nie wystartował do etapu          |
| DNF             | Zawodnik nie ukończył etapu                |
| DSQ             | Zawodnik został zdyskwalifikowany          |
| HD              | Zawodnik przekroczył limit czasu na etapie |

Zawodnicy urodzeni po 1 stycznia 1993, którzy biorą udział w klasyfikacji młodzieżowej są oznaczeni gwiazdką.

### Team Sunweb
| Team Sunweb SUN | Team Sunweb SUN       | Team Sunweb SUN   | Team Sunweb SUN | Team Sunweb SUN | Team Sunweb SUN |
| Numer           | Zawodnik              | Państwo           | Wiek            | Uwagi           | Miejsce         |
| --------------- | --------------------- | ----------------- | --------------- | --------------- | --------------- |
| 1               | Tom Dumoulin          | Holandia          | 27              |                 | 2.              |
| 2               | Roy Curvers           | Holandia          | 38              |                 | 128.            |
| 3               | Chad Haga             | Stany Zjednoczone | 29              |                 | 71.             |
| 4               | Christopher Hamilton* | Australia         | 22              |                 | 103.            |
| 5               | Lennard Hofstede*     | Holandia          | 23              |                 | 144.            |
| 6               | Sam Oomen*            | Holandia          | 22              |                 | 9.              |
| 7               | Laurens ten Dam       | Holandia          | 37              |                 | 35.             |
| 8               | Louis Vervaeke*       | Holandia          | 24              |                 | DNF-19          |

### Ag2r-La Mondiale
| Ag2r-La Mondiale ALM | Ag2r-La Mondiale ALM | Ag2r-La Mondiale ALM | Ag2r-La Mondiale ALM | Ag2r-La Mondiale ALM | Ag2r-La Mondiale ALM |
| Numer                | Zawodnik             | Państwo              | Wiek                 | Uwagi                | Miejsce              |
| -------------------- | -------------------- | -------------------- | -------------------- | -------------------- | -------------------- |
| 11                   | Alexandre Geniez     | Francja              | 30                   |                      | 11.                  |
| 12                   | François Bidard      | Francja              | 26                   |                      | 37.                  |
| 13                   | Mikaël Cherel        | Francja              | 32                   |                      | DNF-19               |
| 14                   | Nico Denz*           | Niemcy               | 24                   |                      | 62.                  |
| 15                   | Hubert Dupont        | Francja              | 37                   |                      | 20.                  |
| 16                   | Quentin Jauregui*    | Francja              | 24                   |                      | 48.                  |
| 17                   | Matteo Montaguti     | Włochy               | 34                   |                      | 42.                  |
| 18                   | Clément Venturini*   | Francja              | 24                   |                      | 104.                 |

### Androni–Sidermec–Bottecchia
| Androni–Sidermec–Bottecchia ANS | Androni–Sidermec–Bottecchia ANS | Androni–Sidermec–Bottecchia ANS | Androni–Sidermec–Bottecchia ANS | Androni–Sidermec–Bottecchia ANS | Androni–Sidermec–Bottecchia ANS |
| Numer                           | Zawodnik                        | Państwo                         | Wiek                            | Uwagi                           | Miejsce                         |
| ------------------------------- | ------------------------------- | ------------------------------- | ------------------------------- | ------------------------------- | ------------------------------- |
| 21                              | Francesco Gavazzi               | Włochy                          | 33                              |                                 | 53.                             |
| 22                              | Davide Ballerini*               | Włochy                          | 23                              |                                 | 68.                             |
| 23                              | Manuel Belletti                 | Włochy                          | 32                              |                                 | 123.                            |
| 24                              | Mattia Cattaneo                 | Włochy                          | 27                              |                                 | 33.                             |
| 25                              | Marco Frapporti                 | Włochy                          | 33                              |                                 | 119.                            |
| 26                              | Fausto Masnada*                 | Włochy                          | 24                              |                                 | 26.                             |
| 27                              | Rodolfo Torres                  | Kolumbia                        | 31                              |                                 | 59.                             |
| 28                              | Andrea Vendrame*                | Włochy                          | 23                              |                                 | 90.                             |

### Astana Pro Team
| Astana Pro Team AST | Astana Pro Team AST | Astana Pro Team AST | Astana Pro Team AST | Astana Pro Team AST | Astana Pro Team AST |
| Numer               | Zawodnik            | Państwo             | Wiek                | Uwagi               | Miejsce             |
| ------------------- | ------------------- | ------------------- | ------------------- | ------------------- | ------------------- |
| 31                  | Miguel Ángel López* | Kolumbia            | 24                  |                     | 3.                  |
| 32                  | Pello Bilbao        | Hiszpania           | 28                  |                     | 6.                  |
| 33                  | Jan Hirt            | Czechy              | 27                  |                     | 46.                 |
| 34                  | Tanel Kangert       | Estonia             | 31                  |                     | DNS-13              |
| 35                  | Aleksiej Łucenko    | Kazachstan          | 25                  |                     | 87.                 |
| 36                  | Luis León Sánchez   | Hiszpania           | 34                  |                     | 25.                 |
| 37                  | Davide Villella     | Włochy              | 26                  |                     | 70.                 |
| 38                  | Andriej Zejc        | Kazachstan          | 31                  |                     | 67.                 |

### Bahrain-Merida
| Bahrain-Merida TBM | Bahrain-Merida TBM | Bahrain-Merida TBM | Bahrain-Merida TBM | Bahrain-Merida TBM | Bahrain-Merida TBM |
| Numer              | Zawodnik           | Państwo            | Wiek               | Uwagi              | Miejsce            |
| ------------------ | ------------------ | ------------------ | ------------------ | ------------------ | ------------------ |
| 41                 | Domenico Pozzovivo | Włochy             | 35                 |                    | 5.                 |
| 42                 | Manuele Boaro      | Włochy             | 31                 |                    | 75.                |
| 43                 | Niccolò Bonifazio* | Włochy             | 24                 |                    | 113.               |
| 44                 | Matej Mohorič*     | Słowenia           | 23                 |                    | 30.                |
| 45                 | Antonio Nibali     | Włochy             | 25                 |                    | 100.               |
| 46                 | Domen Novak*       | Słowenia           | 22                 |                    | 101.               |
| 47                 | Kanstancin Siucou  | Białoruś           | 35                 |                    | DNS-1              |
| 48                 | Giovanni Visconti  | Włochy             | 35                 |                    | 38.                |

### Bardiani CSF
| Bardiani-CSF BRD | Bardiani-CSF BRD   | Bardiani-CSF BRD | Bardiani-CSF BRD | Bardiani-CSF BRD | Bardiani-CSF BRD |
| Numer            | Zawodnik           | Państwo          | Wiek             | Uwagi            | Miejsce          |
| ---------------- | ------------------ | ---------------- | ---------------- | ---------------- | ---------------- |
| 51               | Giulio Ciccone*    | Włochy           | 23               |                  | 40.              |
| 52               | Simone Andretta*   | Włochy           | 24               |                  | 125.             |
| 53               | Enrico Barbin      | Włochy           | 28               |                  | 94.              |
| 54               | Andrea Guardini    | Włochy           | 28               |                  | DNF-4            |
| 55               | Mirco Maestri      | Włochy           | 26               |                  | DNF-19           |
| 56               | Manuel Senni       | Włochy           | 26               |                  | DNF-15           |
| 57               | Paolo Simion       | Włochy           | 25               |                  | 145.             |
| 58               | Alessandro Tonelli | Włochy           | 25               |                  | DNS-15           |

### BMC Racing Team
| BMC Racing Team BMC | BMC Racing Team BMC  | BMC Racing Team BMC | BMC Racing Team BMC | BMC Racing Team BMC | BMC Racing Team BMC |
| Numer               | Zawodnik             | Państwo             | Wiek                | Uwagi               | Miejsce             |
| ------------------- | -------------------- | ------------------- | ------------------- | ------------------- | ------------------- |
| 61                  | Rohan Dennis         | Australia           | 27                  |                     | 16.                 |
| 62                  | Alessandro de Marchi | Włochy              | 31                  |                     | 65.                 |
| 63                  | Jean-Pierre Drucker  | Luksemburg          | 31                  |                     | 118.                |
| 64                  | Kilian Frankiny*     | Szwajcaria          | 24                  |                     | 43.                 |
| 65                  | Nicholas Roche       | Irlandia            | 33                  |                     | DNF-15              |
| 66                  | Jürgen Roelandts     | Belgia              | 32                  |                     | 124.                |
| 67                  | Francisco Ventoso    | Hiszpania           | 35                  |                     | 89.                 |
| 68                  | Loïc Vliegen*        | Belgia              | 24                  |                     | DNF-15              |

### Bora-Hansgrohe
| Bora-Hansgrohe BOH | Bora-Hansgrohe BOH   | Bora-Hansgrohe BOH | Bora-Hansgrohe BOH | Bora-Hansgrohe BOH | Bora-Hansgrohe BOH |
| Numer              | Zawodnik             | Państwo            | Wiek               | Uwagi              | Miejsce            |
| ------------------ | -------------------- | ------------------ | ------------------ | ------------------ | ------------------ |
| 71                 | Davide Formolo       | Włochy             | 25                 |                    | 10.                |
| 72                 | Cesare Benedetti     | Włochy             | 30                 |                    | 108.               |
| 73                 | Sam Bennett          | Irlandia           | 27                 |                    | 112.               |
| 74                 | Felix Großschartner* | Austria            | 24                 |                    | 27.                |
| 75                 | Patrick Konrad       | Austria            | 26                 |                    | 7.                 |
| 76                 | Christoph Pfingsten  | Niemcy             | 30                 |                    | 58.                |
| 77                 | Andreas Schillinger  | Niemcy             | 34                 |                    | 139.               |
| 78                 | Rüdiger Selig        | Niemcy             | 29                 |                    | DNS-6              |

### Groupama-FDJ
| Groupama-FDJ FDJ | Groupama-FDJ FDJ      | Groupama-FDJ FDJ | Groupama-FDJ FDJ | Groupama-FDJ FDJ | Groupama-FDJ FDJ |
| Numer            | Zawodnik              | Państwo          | Wiek             | Uwagi            | Miejsce          |
| ---------------- | --------------------- | ---------------- | ---------------- | ---------------- | ---------------- |
| 81               | Thibaut Pinot         | Francja          | 27               |                  | DNS-21           |
| 82               | William Bonnet        | Francja          | 35               |                  | DNF-19           |
| 83               | Matthieu Ladagnous    | Francja          | 33               |                  | DNF-21           |
| 84               | Steve Morabito        | Szwajcaria       | 35               |                  | 79.              |
| 85               | Georg Preidler        | Francja          | 27               |                  | 29.              |
| 86               | Sébastien Reichenbach | Szwajcaria       | 28               |                  | 22.              |
| 87               | Anthony Roux          | Francja          | 31               |                  | 76.              |
| 88               | Jérémy Roy            | Francja          | 34               |                  | 109.             |

### Israel Cycling Academy
| Israel Cycling Academy ICA | Israel Cycling Academy ICA | Israel Cycling Academy ICA | Israel Cycling Academy ICA | Israel Cycling Academy ICA | Israel Cycling Academy ICA |
| Numer                      | Zawodnik                   | Państwo                    | Wiek                       | Uwagi                      | Miejsce                    |
| -------------------------- | -------------------------- | -------------------------- | -------------------------- | -------------------------- | -------------------------- |
| 91                         | Ben Hermans                | Belgia                     | 31                         |                            | 45.                        |
| 92                         | Guillaume Boivin           | Kanada                     | 28                         |                            | 117.                       |
| 93                         | Zakkari Dempster           | Australia                  | 30                         |                            | 126.                       |
| 94                         | Krists Neilands*           | Łotwa                      | 23                         |                            | 73.                        |
| 95                         | Gaj Niw*                   | Izrael                     | 24                         |                            | DNF-5                      |
| 96                         | Rubén Plaza                | Hiszpania                  | 38                         |                            | 47.                        |
| 97                         | Kristian Sbaragli          | Włochy                     | 27                         |                            | 111.                       |
| 98                         | Guy Sagiv*                 | Izrael                     | 23                         |                            | 141.                       |

### Lotto Soudal
| Lotto Soudal LTS | Lotto Soudal LTS   | Lotto Soudal LTS | Lotto Soudal LTS | Lotto Soudal LTS | Lotto Soudal LTS |
| Numer            | Zawodnik           | Państwo          | Wiek             | Uwagi            | Miejsce          |
| ---------------- | ------------------ | ---------------- | ---------------- | ---------------- | ---------------- |
| 101              | Tim Wellens        | Belgia           | 26               |                  | DNS-14           |
| 102              | Sander Armée       | Belgia           | 32               |                  | 57.              |
| 103              | Lars Bak           | Dania            | 38               |                  | 106.             |
| 104              | Victor Campenaerts | Belgia           | 26               |                  | DNS-17           |
| 105              | Jens Debusschere   | Belgia           | 28               |                  | 136.             |
| 106              | Adam Hansen        | Australia        | 36               |                  | 60.              |
| 107              | Tosh Van Der Sande | Belgia           | 27               |                  | DNF-17           |
| 109              | Frederik Frison    | Belgia           | 25               |                  | 142.             |

### Mitchelton-Scott
| Mitchelton-Scott MTS | Mitchelton-Scott MTS    | Mitchelton-Scott MTS | Mitchelton-Scott MTS | Mitchelton-Scott MTS | Mitchelton-Scott MTS |
| Numer                | Zawodnik                | Państwo              | Wiek                 | Uwagi                | Miejsce              |
| -------------------- | ----------------------- | -------------------- | -------------------- | -------------------- | -------------------- |
| 111                  | Esteban Chaves          | Kolumbia             | 28                   |                      | 72.                  |
| 112                  | Sam Bewley              | Nowa Zelandia        | 30                   |                      | 130.                 |
| 113                  | Jack Haig*              | Australia            | 24                   |                      | 36.                  |
| 114                  | Christopher Juul-Jensen | Dania                | 28                   |                      | 74.                  |
| 115                  | Roman Kreuziger         | Czechy               | 31                   |                      | 55.                  |
| 116                  | Mikel Nieve             | Hiszpania            | 33                   |                      | 17.                  |
| 117                  | Svein Tuft              | Kanada               | 40                   |                      | 147.                 |
| 118                  | Simon Yates             | Wielka Brytania      | 25                   |                      | 21.                  |

### Movistar Team
| Movistar Team MOV | Movistar Team MOV  | Movistar Team MOV | Movistar Team MOV | Movistar Team MOV | Movistar Team MOV |
| Numer             | Zawodnik           | Państwo           | Wiek              | Uwagi             | Miejsce           |
| ----------------- | ------------------ | ----------------- | ----------------- | ----------------- | ----------------- |
| 121               | Carlos Betancur    | Kolumbia          | 28                |                   | 15.               |
| 122               | Richard Carapaz*   | Ekwador           | 24                |                   | 4.                |
| 123               | Víctor de la Parte | Hiszpania         | 31                |                   | 39.               |
| 124               | Rubén Fernández    | Hiszpania         | 27                |                   | 85.               |
| 125               | Antonio Pedrero    | Hiszpania         | 26                |                   | 92.               |
| 126               | Dayer Quintana     | Kolumbia          | 25                |                   | 82.               |
| 127               | Eduardo Sepúlveda  | Argentyna         | 26                |                   | 96.               |
| 128               | Rafael Valls       | Hiszpania         | 30                |                   | DNF-10            |

### Quick-Step Floors
| Quick-Step Floors QST | Quick-Step Floors QST  | Quick-Step Floors QST | Quick-Step Floors QST | Quick-Step Floors QST | Quick-Step Floors QST |
| Numer                 | Zawodnik               | Państwo               | Wiek                  | Uwagi                 | Miejsce               |
| --------------------- | ---------------------- | --------------------- | --------------------- | --------------------- | --------------------- |
| 131                   | Elia Viviani           | Włochy                | 29                    |                       | 132.                  |
| 132                   | Eros Capecchi          | Włochy                | 31                    |                       | 49.                   |
| 133                   | Rémi Cavagna*          | Francja               | 22                    |                       | 115.                  |
| 134                   | Michael Mørkøv         | Dania                 | 33                    |                       | 107.                  |
| 135                   | Fabio Sabatini         | Włochy                | 33                    |                       | 129.                  |
| 136                   | Maximilian Schachmann* | Niemcy                | 24                    |                       | 31.                   |
| 137                   | Florian Sénéchal*      | Francja               | 24                    |                       | 135.                  |
| 138                   | Zdeněk Štybar          | Czechy                | 32                    |                       | 80.                   |

### Dimension Data
| Dimension Data DDD | Dimension Data DDD         | Dimension Data DDD | Dimension Data DDD | Dimension Data DDD | Dimension Data DDD |
| Numer              | Zawodnik                   | Państwo            | Wiek               | Uwagi              | Miejsce            |
| ------------------ | -------------------------- | ------------------ | ------------------ | ------------------ | ------------------ |
| 141                | Louis Meintjes             | Południowa Afryka  | 26                 |                    | DNS-17             |
| 142                | Igor Antón                 | Hiszpania          | 35                 |                    | DNF-15             |
| 143                | Natnael Berhane            | Erytrea            | 27                 |                    | 83.                |
| 144                | Ryan Gibbons*              | Południowa Afryka  | 23                 |                    | 84.                |
| 145                | Ben King                   | Stany Zjednoczone  | 29                 |                    | 44.                |
| 146                | Ben O’Connor*              | Australia          | 22                 |                    | DNF-19             |
| 147                | Jacques Janse van Rensburg | Południowa Afryka  | 30                 |                    | 78.                |
| 148                | Jaco Venter                | Południowa Afryka  | 31                 |                    | 95.                |

### EF Education First–Drapac
| EF Education First–Drapac p/b Cannondale EFD | EF Education First–Drapac p/b Cannondale EFD | EF Education First–Drapac p/b Cannondale EFD | EF Education First–Drapac p/b Cannondale EFD | EF Education First–Drapac p/b Cannondale EFD | EF Education First–Drapac p/b Cannondale EFD |
| Numer                                        | Zawodnik                                     | Państwo                                      | Wiek                                         | Uwagi                                        | Miejsce                                      |
| -------------------------------------------- | -------------------------------------------- | -------------------------------------------- | -------------------------------------------- | -------------------------------------------- | -------------------------------------------- |
| 151                                          | Michael Woods                                | Kanada                                       | 31                                           |                                              | 19.                                          |
| 152                                          | Thomas Scully                                | Nowa Zelandia                                | 28                                           |                                              | DNS-14                                       |
| 153                                          | Hugh Carthy*                                 | Wielka Brytania                              | 23                                           |                                              | 77.                                          |
| 154                                          | Mitchell Docker                              | Australia                                    | 31                                           |                                              | 131.                                         |
| 155                                          | Joe Dombrowski                               | Stany Zjednoczone                            | 26                                           |                                              | 63.                                          |
| 156                                          | Sacha Modolo                                 | Włochy                                       | 30                                           |                                              | 88.                                          |
| 157                                          | Tom Van Asbroeck                             | Belgia                                       | 28                                           |                                              | 133.                                         |
| 158                                          | Nathan Brown                                 | Stany Zjednoczone                            | 26                                           |                                              | 52.                                          |

### Team Katusha-Alpecin
| Team Katusha-Alpecin KAT | Team Katusha-Alpecin KAT | Team Katusha-Alpecin KAT | Team Katusha-Alpecin KAT | Team Katusha-Alpecin KAT | Team Katusha-Alpecin KAT |
| Numer                    | Zawodnik                 | Państwo                  | Wiek                     | Uwagi                    | Miejsce                  |
| ------------------------ | ------------------------ | ------------------------ | ------------------------ | ------------------------ | ------------------------ |
| 161                      | Maksim Bielkow           | Rosja                    | 33                       |                          | 127.                     |
| 162                      | Alex Dowsett             | Wielka Brytania          | 29                       |                          | 120.                     |
| 163                      | José Gonçalves           | Portugalia               | 29                       |                          | 14.                      |
| 164                      | Wiaczesław Kuzniecow     | Rosja                    | 28                       |                          | 105.                     |
| 165                      | Maurits Lammertink       | Holandia                 | 27                       |                          | 41.                      |
| 166                      | Tony Martin              | Niemcy                   | 33                       |                          | 110.                     |
| 167                      | Baptiste Planckaert      | Belgia                   | 29                       |                          | 116.                     |
| 168                      | Mads Würtz Schmidt*      | Dania                    | 24                       |                          | 81.                      |

### Team LottoNL-Jumbo
| Team LottoNL-Jumbo TLJ | Team LottoNL-Jumbo TLJ | Team LottoNL-Jumbo TLJ | Team LottoNL-Jumbo TLJ | Team LottoNL-Jumbo TLJ | Team LottoNL-Jumbo TLJ |
| Numer                  | Zawodnik               | Państwo                | Wiek                   | Uwagi                  | Miejsce                |
| ---------------------- | ---------------------- | ---------------------- | ---------------------- | ---------------------- | ---------------------- |
| 171                    | Enrico Battaglin       | Włochy                 | 28                     |                        | 34.                    |
| 172                    | George Bennett         | Holandia               | 28                     |                        | 8.                     |
| 173                    | Koen Bouwman*          | Holandia               | 24                     |                        | 50.                    |
| 174                    | Jos van Emden          | Holandia               | 33                     |                        | 99.                    |
| 175                    | Robert Gesink          | Holandia               | 31                     |                        | 23.                    |
| 176                    | Gijs Van Hoecke        | Belgia                 | 26                     |                        | 122.                   |
| 177                    | Bert-Jan Lindeman      | Holandia               | 28                     |                        | 114.                   |
| 178                    | Danny Van Poppel*      | Holandia               | 24                     |                        | 121.                   |

### Team Sky
| Team Sky SKY | Team Sky SKY     | Team Sky SKY    | Team Sky SKY | Team Sky SKY | Team Sky SKY |
| Numer        | Zawodnik         | Państwo         | Wiek         | Uwagi        | Miejsce      |
| ------------ | ---------------- | --------------- | ------------ | ------------ | ------------ |
| 181          | Chris Froome     | Wielka Brytania | 32           |              | 1.           |
| 182          | David de la Cruz | Hiszpania       | 28           |              | 56.          |
| 183          | Kenny Elissonde  | Francja         | 26           |              | 51.          |
| 184          | Sergio Henao     | Kolumbia        | 30           |              | 13.          |
| 185          | Wasil Kiryjenka  | Białoruś        | 36           |              | DNF-19       |
| 186          | Christian Knees  | Niemcy          | 37           |              | 91.          |
| 187          | Wout Poels       | Holandia        | 30           |              | 12.          |
| 188          | Salvatore Puccio | Włochy          | 28           |              | 64.          |

### Trek-Segafredo
| Trek-Segafredo TFS | Trek-Segafredo TFS | Trek-Segafredo TFS | Trek-Segafredo TFS | Trek-Segafredo TFS | Trek-Segafredo TFS |
| Numer              | Zawodnik           | Państwo            | Wiek               | Uwagi              | Miejsce            |
| ------------------ | ------------------ | ------------------ | ------------------ | ------------------ | ------------------ |
| 191                | Gianluca Brambilla | Włochy             | 30                 |                    | 18.                |
| 192                | Laurent Didier     | Luksemburg         | 33                 |                    | 97.                |
| 193                | Niklas Eg*         | Dania              | 23                 |                    | 93.                |
| 194                | Markel Irizar      | Hiszpania          | 38                 |                    | 134.               |
| 195                | Ryan Mullen*       | Irlandia           | 23                 |                    | 138.               |
| 196                | Jarlinson Pantano  | Kolumbia           | 29                 |                    | 54.                |
| 197                | Boy Van Poppel     | Holandia           | 30                 |                    | 137.               |
| 198                | Mads Pedersen*     | Dania              | 22                 |                    | 140.               |

### UAE Team Emirates
| UAE Team Emirates UAD | UAE Team Emirates UAD | UAE Team Emirates UAD | UAE Team Emirates UAD | UAE Team Emirates UAD | UAE Team Emirates UAD |
| Numer                 | Zawodnik              | Państwo               | Wiek                  | Uwagi                 | Miejsce               |
| --------------------- | --------------------- | --------------------- | --------------------- | --------------------- | --------------------- |
| 201                   | Fabio Aru             | Włochy                | 27                    |                       | DNF-19                |
| 202                   | Darwin Atapuma        | Kolumbia              | 30                    |                       | 61.                   |
| 203                   | Valerio Conti         | Włochy                | 25                    |                       | 24.                   |
| 204                   | Vegard Stake Laengen  | Dania                 | 29                    |                       | 102.                  |
| 205                   | Marco Marcato         | Włochy                | 34                    |                       | 69.                   |
| 206                   | Manuele Mori          | Włochy                | 37                    |                       | 66.                   |
| 207                   | Jan Polanc            | Słowenia              | 25                    |                       | 32.                   |
| 208                   | Diego Ulissi          | Włochy                | 28                    |                       | 28.                   |

### Wilier Triestina–Selle Italia
| Wilier Triestina–Selle Italia WIL | Wilier Triestina–Selle Italia WIL | Wilier Triestina–Selle Italia WIL | Wilier Triestina–Selle Italia WIL | Wilier Triestina–Selle Italia WIL | Wilier Triestina–Selle Italia WIL |
| Numer                             | Zawodnik                          | Państwo                           | Wiek                              | Uwagi                             | Miejsce                           |
| --------------------------------- | --------------------------------- | --------------------------------- | --------------------------------- | --------------------------------- | --------------------------------- |
| 211                               | Jakub Mareczko*                   | Włochy                            | 24                                |                                   | DNF-9                             |
| 212                               | Liam Bertazzo                     | Włochy                            | 26                                |                                   | 143.                              |
| 213                               | Marco Coledan                     | Włochy                            | 29                                |                                   | 146.                              |
| 214                               | Giuseppe Fonzi                    | Włochy                            | 26                                |                                   | 149.                              |
| 215                               | Jacopo Mosca*                     | Włochy                            | 24                                |                                   | 98.                               |
| 216                               | Alex Turrin                       | Włochy                            | 25                                |                                   | 86.                               |
| 217                               | Edoardo Zardini                   | Włochy                            | 28                                |                                   | DNS-7                             |
| 218                               | Eugert Zhupa                      | Albania                           | 28                                |                                   | 148.                              |

## Kraje reprezentowane przez kolarzy
| Państwo           | Liczba kolarzy | Liczba kolarzy, którzy ukończyli wyścig | Wygrane etapy                            |
| ----------------- | -------------- | --------------------------------------- | ---------------------------------------- |
| Albania           | 1              | 1                                       |                                          |
| Argentyna         | 1              | 1                                       |                                          |
| Australia         | 7              | 6                                       | 1 (Rohan Dennis x1)                      |
| Austria           | 2              | 2                                       |                                          |
| Belgia            | 13             | 8                                       | 1 (Tim Wellens x1)                       |
| Białoruś          | 2              | 0                                       |                                          |
| Czechy            | 3              | 3                                       |                                          |
| Dania             | 6              | 6                                       |                                          |
| Ekwador           | 1              | 1                                       | 1 (Richard Carapaz x1)                   |
| Erytrea           | 1              | 1                                       |                                          |
| Estonia           | 1              | 0                                       |                                          |
| Francja           | 15             | 11                                      |                                          |
| Hiszpania         | 12             | 10                                      | 1 (Mikel Nieve x1)                       |
| Holandia          | 13             | 13                                      | 1 (Tom Dumoulin x1)                      |
| Irlandia          | 3              | 3                                       | 3 (Sam Bennett x3)                       |
| Izrael            | 2              | 1                                       |                                          |
| Kanada            | 3              | 3                                       |                                          |
| Kazachstan        | 2              | 2                                       |                                          |
| Kolumbia          | 8              | 8                                       | 1 (Esteban Chaves x1)                    |
| Luksemburg        | 2              | 2                                       |                                          |
| Łotwa             | 1              | 1                                       |                                          |
| Niemcy            | 7              | 6                                       | 1 (Maximilian Schachmann x1)             |
| Norwegia          | 1              | 1                                       |                                          |
| Nowa Zelandia     | 3              | 2                                       |                                          |
| Portugalia        | 1              | 1                                       |                                          |
| Południowa Afryka | 4              | 3                                       |                                          |
| Rosja             | 2              | 2                                       |                                          |
| Słowenia          | 3              | 3                                       | 1 (Matej Mohorič x1)                     |
| Stany Zjednoczone | 4              | 4                                       |                                          |
| Szwajcaria        | 3              | 3                                       |                                          |
| Wielka Brytania   | 4              | 4                                       | 5 (Simon Yates x3, Chris Froome x2)      |
| Włochy            | 46             | 39                                      | 5 (Elia Viviani x4, Enrico Battaglin x1) |
| RAZEM             | 176            | 151                                     |                                          |